# British Columbias kust

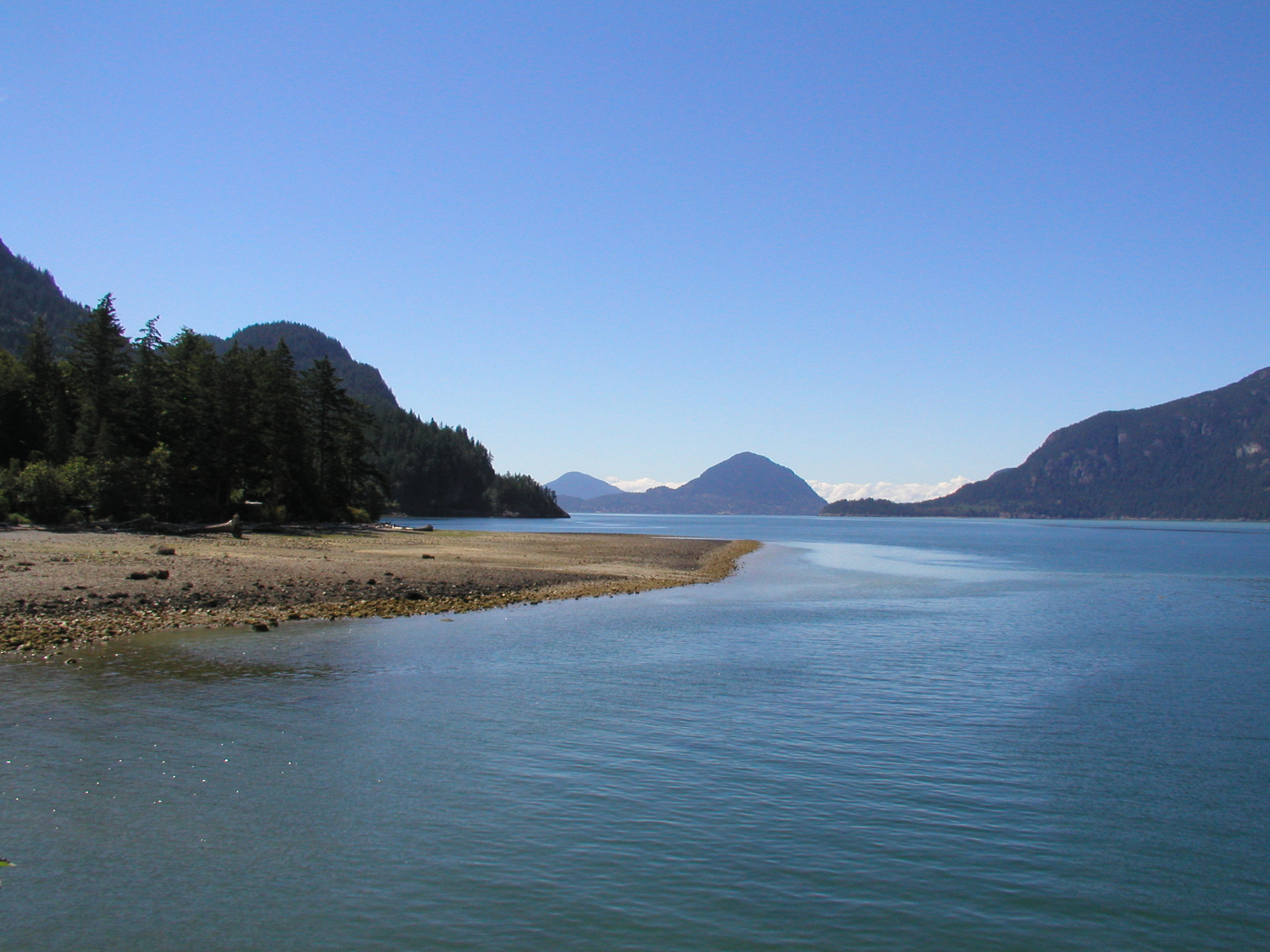
Howesundet vid södra delen av British Columbias kust.

British Columbias kust (engelska: British Columbia Coast) är Kanadas västra kustlinje vid Stilla havet. Begreppet är synonymt med Kanadas västkust (engelska: West Coast of Canada). Kustlandskapet domineras av skogar, sandstränder och fjordar.